# Milevsko (nádraží)
Milevsko je železniční stanice v jihovýchodní části města Milevsko v okrese Písek v Jihočeském kraji nedaleko Milevského potoka. Leží na neelektrizované jednokolejné trati Tábor–Ražice. Přibližně kilometr severozápadně je umístěno městské autobusové nádraží. Pro spojení na autobusové nádraží jezdí MHD, která téměř vždy přijede na nádraží až po odjezdu vlaku.

## Historie
Stanice byla vybudována a otevřena státní společností Českomoravská transverzální dráha (BMTB), jež usilovala o dostavbu traťového koridoru propojujícího již existující železnice v ose od západních Čech po Trenčianskou Teplou, z Tábora do Písku, později až do Ražic. Odtud od roku 1868 procházela železnice v majetku společnosti Dráhy císaře Františka Josefa (KFJB) spojující Vídeň, České Budějovice a Plzeň, roku 1872 prodloužená až do Chebu na hranici Německa. Tábor již byl od roku 1871 napojen železnicí stejné společnosti z Českých Budějovic do Prahy.
Vzhled budovy byl vytvořen dle typizovaného architektonického vzoru shodného pro všechna nádraží v majetku BMTB.
Českomoravská transverzální dráha byla roku 1918 začleněna do sítě ČSD.

## Popis
Nacházejí se zde dvě jednostranná vnitřní nástupiště, k příchodu na obě nástupiště slouží přechod přes koleje. Ze stanice odbočují dvě vlečky.